# Puiseux-le-Hauberger
Puiseux-le-Hauberger è un comune francese di 857 abitanti situato nel dipartimento dell'Oise della regione dell'Alta Francia.

## Storia

### Simboli
Lo stemma è stato adottato il 28 aprile 2021. I pozzi (in francese puits) e il guerriero vestito con l'usbergo (haubert) alludono al nome del comune. I gigli sono ripresi dall'emblema del dipartimento dell'Oise.

## Società

### Evoluzione demografica
Abitanti censiti